# José Bringas

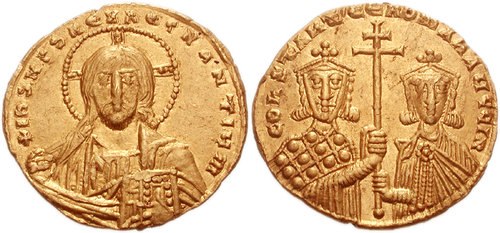
Sólido bizantino del emperador Constantino VII Porfirogéneta (r. 945-959) con su hijo y heredero Romano II (r. 959-963)

José Bringas (en griego: Ὶωσῆφ Βρίγγας) fue un importante eunuco y oficial bizantino durante el reinado de los emperadores Constantino VII Porfirogéneta (r. 945-959) y Romano II (r. 959-963). Alcanzó altos puestos civiles y militares mientras regía Constantino VII. Con la muerte de este emperador, se convirtió en un ministro principal y regente de facto durante el reinado de Romano II. Al morir súbitamente el emperador en 963, José Bringas se hizo cargo del gobierno y de los príncipes Basilio II y Constantino VIII, teniendo que enfrentar una gran resistencia de sus rivales. Habiéndose opuesto sin éxito al ascenso de Nicéforo II Focas al trono imperial en 963, fue desterrado a un monasterio próximo a Nicomedia, en donde murió en el año 965.

## Biografía
Según el historiador León el Diácono, contemporáneo suyo, José Bringas provendría de Paflagonia, antigua región del norte de Anatolia. Ascendió gradualmente, dentro del servicio imperial, a la dignidad de patricio y al puesto cortesano de Praepositus sacri cubiculi. El emperador Constantino VII Porfirogéneta (r. 945-959) lo nombró primero Sacelario y luego drungario (almirante) de la armada imperial, cargo que ocupaba al momento de la muerte del emperador. Cuando el hijo de Constantino VII, Romano II (r. 959-963), asumió el trono bizantino, nombró a Bringas su parakoimomenos. El joven emperador prefería ocupar su tiempo cazando, mientras Bringas resolvía los asuntos de Estado. En esa época, Bringas frustró un complot contra Romano II, liderado por un grupo de nobles del entorno del magister officiorum, Basilio Petino. Los conspiradores fueron arrestados, tonsurados y exiliados. Sin embargo, muchos de ellos, con excepción de Petino, fueron vueltos a llamar rápidamente.
Cuando el emperador Romano II murió súbitamente, el 15 de marzo de 963, dejando solos a sus hijos Basilio, con cinco años de edad, y Constantino, con dos o tres años de edad, Bringas ejerció las funciones de jefe de Estado de facto, aunque, por tradición, la emperatriz viuda Teófano Anastaso debió haber sido la regente nominal. Teófano desconfiaba del poderoso parakoimomenos, quien asimismo contaba con otros enemigos: su predecesor y rival, Basilio Lecapeno, y el victorioso general Nicéforo Focas, quien acababa de retornar de su conquista del Emirato de Creta, además de haber realizado una exitosa incursión en Cilicia y Siria, durante la cual saqueó Alepo, la capital hamdanida.

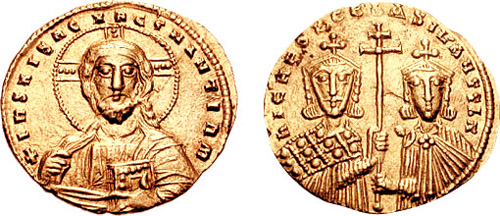
Histamenon de Nicéforo II Focas (r. 963-969) con Basilio II Bulgaróctono en el reverso.

Nicéforo Focas visitó la capital imperial y celebró su triunfo, para luego acusar a Bringas de conspirar contra él, buscando refugio en Santa Sofía. En este lugar, ganó el apoyo del patriarca de Constantinopla, Polieucto, con cuya ayuda consiguió ser vuelto a nominar doméstico de las escolas (comandante en jefe) del Oriente. En consecuencia, Bringas se dirigió a Mariano Argiro, el doméstico del Occidente, ofreciéndole el trono bizantino. A la vez, escribió al strategos del thema Anatólico Juan I Tzimisces, sobrino y general más importante de Focas, proponiendo darle el puesto de su tío si se levantaba contra él. Pero en lugar de aceptar, Tzimisces reveló a Focas los planes de su opositor, instándolo a actuar. Las tropas de Focas lo proclamaron emperador el 2 de julio de 963, marchando seguidamente a Constantinopla. Mientras tanto, en la capital Bringas ordenó el retorno de sus tropas, incautó todos los navíos que pudo, con el fin de impedir la travesía a través del Bósforo por parte de los rebeldes, llegando incluso al punto de tomar como rehén al propio padre de Nicéforo, el anciano Bardas Focas. La población de la ciudad, empero, apoyó la rebelión, y al aproximarse el ejército rebelde, se levantó contra las tropas de Bringas, apoyado por el patriarca y por Basilio Lecapeno, quienes al parecer armaron a 3000 hombres que enviaron a la lucha.
Los enfrentamientos callejeros duraron tres días. Finalmente, el ejército rebelde de Focas prevaleció. Bringas fue forzado a huir a Santa Sofía en busca de refugio, mientras que Basilio Lecapeno asumió el puesto de parakoimomenos y recibió a Nicéforo Focas en la capital, donde fue coronado el 16 de agosto. Bringas fue desterrado, primero a Paflagonia y después al monasterio de Asecretis, en Pythia, localidad cercana a Nicomedia, donde murió en 965.